# Sardinia (Ohio)
Sardinia is een plaats (village) in de Amerikaanse staat Ohio, en valt bestuurlijk gezien onder Brown County en Highland County.

## Demografie
Bij de volkstelling in 2000 werd het aantal inwoners vastgesteld op 862.
In 2006 is het aantal inwoners door het United States Census Bureau geschat op 869, een stijging van 7 (0,8%).

## Geografie
Volgens het United States Census Bureau beslaat de plaats een oppervlakte van
1,7 km², geheel bestaande uit land. Sardinia ligt op ongeveer 314 m boven zeeniveau.